# Stiftung Nieder-Ramstädter Diakonie
Die Stiftung Nieder-Ramstädter Diakonie (NRD) ist ein diakonisches Sozialunternehmen der Behinderten-, Jugend- und Altenhilfe. Sie betreut Menschen mit körperlicher und geistiger Behinderung mit vielfältigen Leistungen, die von individuellen Wohnformen über Bildung und Qualifizierung bis hin zu Arbeitsplätzen sowohl in Werkstätten für behinderte Menschen (WfbM) als auch in Unternehmen der regionalen Wirtschaft reichen. Auch die therapeutische Begleitung von Menschen mit Behinderung, Angebote zu ihrer Tages- und Freizeitgestaltung, die Gastbetreuung im Rahmen einer Verhinderungspflege und vieles mehr zählen zu ihren Schwerpunkten. Der Hauptsitz der Stiftung befindet sich in Mühltal-Nieder-Ramstadt. Die Stiftung ist Mitglied in der Diakonie Hessen – Diakonisches Werk in Hessen und Nassau und Kurhessen-Waldeck e. V. und dadurch zugleich unmittelbar dem Evangelischen Werk für Diakonie und Entwicklung e. V. als anerkanntem
Spitzenverband der freien Wohlfahrtspflege angeschlossen. Mit rund 2.600 Mitarbeitern ist sie einer der größten Arbeitgeber in Südhessen.

## Geschichte
Im Jahr 1898 gründete der evangelische Pfarrer Christian Wilhelm Anton Stromberger in Nieder-Ramstadt die Anstalt für Epileptische in Hessen, im folgenden Jahr wurden die ersten großen Häuser, getrennt für Frauen und Männer, gebaut. Im Jahr 1909 wurde ein ausgedehntes Mühlengelände erworben und als Landwirtschaftsbetrieb genutzt. Ab 1910 wurden Kinder mit Körperbehinderung aufgenommen und zunächst in einer Baracke, später im Elisabeth-Haus an der Dornwegshöhstraße untergebracht. 1928 wurde ein neues Gebäude als Wohn- und Ausbildungshaus für körperbehinderte junge Männer errichtet, vier Jahre später, im Jahr 1932 wurde das Rettungshaus für Jugendliche im rheinhessischen Jugenheim übernommen und unter dem späteren Namen Franz-Josef-Helferich-Haus zum Wohnheim für Menschen mit Behinderung umfunktioniert. In den Jahren 1935/1936 wurde die Anstalt mit den Neubauten des Hauses Magdala für Frauen und einer Kapelle, später Lazaruskirche genannt, erweitert.
Ab dem Jahr 1937 fielen die damaligen Nieder-Ramstädter-Anstalten (ab 1939: Nieder-Ramstädter Heime) zunehmend unter den Einfluss der Nationalsozialisten, 1941 wurde ein NS-Staatskommissar als Leiter eingesetzt, der Leitende Pfarrer Otto Schneider wurde zunächst in Haft genommen und erhielt dann Zutrittsverbot für das Heimgelände. Im Rahmen der Euthanasie-Aktion wurden – wie überall in Deutschland alle behinderten Menschen in Heimen durch Meldebögen erfasst. Ärzte in Berlin entschieden danach, ob die Menschen noch arbeitstauglich waren oder als unwertes Leben zu töten waren. Rund 600 Menschen wurden nach und nach aus den Nieder-Ramstädter Heimen in staatliche Anstalten verlegt und von dort in Tötungsanstalten gebracht, davon wurden 450 Menschen aus Nieder-Ramstadt nachweislich ermordet.
Nach Kriegsende im Jahr 1945 wurde die selbstständige Arbeit durch die Nieder-Ramstädter Heime wieder aufgenommen. Es wurden überwiegend alte und chronisch kranke Menschen oder Patienten aus den umliegenden Krankenhäusern betreut, nur wenige Menschen mit geistiger Behinderung hatten die NS-Zeit überlebt und wohnten noch in Nieder-Ramstadt. Durch die Aufnahme von Kindern mit geistiger Behinderung und die Eröffnung des Kinder- und Jugendhauses im Jahr 1950 kamen die Nieder-Ramstädter Heime wieder stärker an ihren ursprünglichen Auftrag, der Betreuung von Menschen mit geistiger Behinderung, nahe. 1962 wurde die Lazarus-Kirchengemeinde auf dem Gelände der Nieder-Ramstädter Heime etabliert und 1969 Wichernschule als Schule für Praktisch Bildbare eröffnet. 1982 konnte das Haus Arche in Nieder-Ramstadt bezogen werden. Mit der Einweihung der Mühltal-Werkstätten im Jahr 1984 konnte erstmals eine Tagesbetreuung (die heutigen Tagesstätten) für Menschen, die aufgrund ihrer Behinderung keine Werkstatt besuchen können, geschaffen werden. 1996 entstanden die ersten ambulanten Angebote, die in der Folgezeit zum Familienunterstützenden Dienst immer weiter ausgebaut wurden. 1997 wurde das erste Wohnhaus für sechs Menschen mit Autismus eingerichtet, gleichzeitig nahm in Wörrstadt die Rheinhessen-Werkstatt die Arbeit auf, die 2009 nochmals deutlich erweitert neunzig Beschäftigten und zwanzig Mitarbeiter verzeichnen konnte. Schon ein Jahr später, 1998, erfolgte die Einweihung der Einrichtung in Wallertheim/Rheinland-Pfalz. Im Jahr 1999 war die Einweihung der Mühltal-Werkstatt 2 in Nieder-Ramstadt, das Unternehmen hieß nun Nieder-Ramstädter Diakonie.
Das 100-jährige Bestehen der Nieder-Ramstädter Diakonie wurde im Jahr 2000 mit einem großen Fest gefeiert. Sechzig Jahre nach dem Ende des Zweiten Weltkriegs widmete man mitten auf ihrem Gelände ein Mahnmal, das an die in der NS-Zeit deportierten und ermordeten Menschen erinnert. Die Namen aller Verschleppten werden in Form der früheren Transportlisten in einem Buch gebunden, das seither seinen Platz in der Lazaruskirche hat. Im neuen Jahrtausend wurden die Pläne zur Regionalisierung umgesetzt und schrittweise Wohn-, Betreuungs- und Beratungsangebote an bestehenden und neuen Standorten in Hessen und Rheinland-Pfalz ausführt. Die Eröffnung der Frühförder- und Beratungsstelle in Groß-Gerau im Jahr 2004 ging zeitlich mit der Einführung verbindlicher, einrichtungsweit geltender Qualitäts-Standards, dem GBM-Verfahren einher.
Mit der Satzungsänderung im Jahr 2010 erfolgte Umwandlung in den Stiftungsverein Stiftung Nieder-Ramstädter Diakonie, dessen erstes Ziel eine Umgestaltung des Kerngeländes in Mühltal in Richtung eines integrativen Ortsteils mit Mischnutzung war. In diesem Jahr konnten auf dem Weltkongress Inklusion in Berlin die siebzehn Standorte präsentiert werden, in denen 2750 Menschen mit Behinderung betreut wurden. 2012 erfolgte die Gründung der NRD Betrieb GmbH mit der Schaffung von Arbeitsplätze für Menschen mit Behinderung am ersten Arbeitsmarkt, im gleichen Jahr war die Gründung der NRD Altenhilfe GmbH als Anbieter stationärer Pflege für Senioren und des Projekts „NeuLand“ in Jugenheim. Am 1. August 2013 eröffnete das Haus am Fliednerplatz als erste Mühltaler Pflegeeinrichtung mit vierundzwanzig Plätzen.

## Betreuungsangebot der Stiftung Nieder-Ramstädter Diakonie
Unter dem Dach der NRD werden derzeit (Stand: 2015) vierzig Standorte mit fast 4000 Betreuungsplätzen unterhalten.
- 974 Stationäre Plätze in der Behinderten- und Jugendhilfe
- 865 Beschäftigte in den Werkstätten für Menschen mit Behinderung
- 494 Plätze in Tagesstätten
- 423 Klienten des Familienunterstützenden Dienstes
- 327 Kinder besuchen eine Kita, einen Hort, eine Tagesgruppe oder eine Nachmittagsbetreuung der NRD in der Behindert
- 219 Kinder und ihre Familien erhalten ein Frühförderangebot
- 213 Klienten nehmen Beratungen durch die Unterstützte Kommunikation in Anspruch
- 208 Klienten nehmen Leistungen des Ambulanten Wohnens der Behinderten- und Jugendhilfe wahr
- 130 Kinder besuchen die Förderschule der NRD
- 112 Klienten nehmen Ambulante Dienstleistungen der Jugendhilfe in Anspruch

### Standorte der Stiftung Nieder-Ramstädter Diakonie
1. Bensheim, Otto-Beck-Straße
2. Darmstadt, Binger Straße 13
3. Darmstadt, Heidelberger Landstraße 306
4. Darmstadt, Heidelberger Straße 121
5. Darmstadt, Klausenburger Straße
6. Darmstadt, Paul-Wagner-Straße
7. Dieburg, Auf der Leer
8. Erbach, Am Brühl
9. Erbach, Erlenhof (im Bau)
10. Friedrichsdorf, Plantation
11. Friedrichsdorf, Taunusstraße
12. Groß-Bieberau, Im Falltor
13. Groß-Gerau, An der Kapelle
14. Groß-Gerau, August-Bebel-Straße
15. Jugenheim, Bahnhofstraße
16. Lampertheim, Falterweg
17. Mainz, Münchfeld
18. Michelstadt, Obere Pfarrgasse
19. Mörfelden-Walldorf, Ludwig-Richter-Weg
20. Mühltal, Bergstraße
21. Mühltal, Bodelschwinghweg 2
22. Mühltal, Bodelschwinghweg 4
23. Mühltal, Haus Abendfrieden
24. Mühltal, Haus Arche
25. Mühltal, Haus Eben-Ezer
26. Mühltal, Haus Magdala (abgerissen 2017)
27. Mühltal, Haus Pulvermühle
28. Mühltal, NRD Altenhilfe GmbH
29. Mühltal, Sonnenhof
30. Ober-Ramstadt, Falconstraße
31. Ober-Ramstadt, Hundertwasserallee
32. Offenbach, Mathildenstraße
33. Pfungstadt, Wormser Straße
34. Reinheim, Georgenstraße
35. Reinheim, Magdeburger Straße
36. Seeheim-Jugenheim, Am Grundweg
37. Seeheim-Jugenheim, Beethovenring
38. Überau, Wilhelm-Leuschner-Straße
39. Wallertheim, Auf der Benn
40. Wörrstadt, Am Krag
41. Zwingenberg, Bahnhofstraße

### Werkstätten für Menschen mit Behinderung (WfbM)
In den Werkstätten der NRD in Hessen, Mühltal-Werkstätten und Dieburger Werkstätten, mit Sitz in Mühltal, und der Werkstatt der NRD in Rheinland-Pfalz, Rheinhessenwerkstatt, mit Sitz in Wörrstadt, sind körperlich und geistig behinderte Menschen in folgenden Sparten beschäftigt:
- Arbeiten in Betrieben

In Praktika sowie ausgelagerten Einzel- und Gruppenarbeitsplätzen werden Menschen mit Behinderung in den regulären Arbeitsmarkt integriert. Die NRD begleitet die Unternehmen mit Informationen über Arbeitsplatzgestaltung, flexible Arbeitszeitmodelle, Fördermöglichkeiten und arbeitsplatzspezifische Qualifizierung. Erfolgreiche Kooperationen der Rheinhessen-Werkstatt gibt es bereits mit der Universitätsmedizin der Johannes Gutenberg-Universität Mainz, dem DRK-Krankenhaus Alzey, der Firma juwi in Wörrstadt und dem Zentrum für selbstbestimmtes Leben Mainz e.V.
- Briefmarken

Verkauf von Briefmarken an Händler und Briefmarkensammler in verschiedenen Sortierungen, von der Einzelmarke bis hin zur kompletten Sammlung
- Digitalisierung

Erstellung digitaler Archive durch Einscannen von Dokumenten aller Art
- Bürodienstleistungen
  - Mailing: Datenerfassung, Erstellen von Serienbriefen, Konfektionierung von Prospekten, Handbüchern und Flyern, Kuvertieren/Adressieren
  - Datenverarbeitung: Tabellenerfassung
  - Binden: Ringbindung, Laminieren, Drucken und Kopieren
  - Layout: Erstellung von saisonalen, kreativen Grußkarten in Kleinserien
- Elektromontage

Ablängen von Rundkabeln, Abisolieren von allen gängigen Einzeldrähten und Litzen, Platinen bestücken und verlöten, Konfektionieren von Schaltkästen und Kabeln wie das Umspulen auf Verpackungseinheiten, Löten von Steckern und Buchsen. Crimpen und Verpressen von Aderendhülsen, Stoßverbindern, Quetschkabelschuhen, Koaxialsteckern. Montage von Steckern, Kupplungen, Bausätzen.
- Elektroprüfung

Die nach EU-Richtlinien vorgeschriebene fachgerechte Überprüfung ortsveränderlicher Elektrokleingeräte nach BGV A3
- Gartenbau und Landschaftspflege, Grün und Garten, Gärtnerei

Pflege von Außenanlagen in Gewerbebetrieben und Privatgärten (mähen, düngen und vertikutieren, Hecken- und Sträucherschnitt, Rabattenpflege), Brenn- und Anzündholz,
Eigenprodukte: Bauernsträuße, Eier und Gemüse, Weihnachtsbaumverkauf, Produktionsgärtnerei für den Mühltaler Gartenmarkt
- Küche und Kantine

Versorgung der Werkstätten durch Bewirtung, Vorbereitung und Ausgabe von Frühstück und Mittagessen, Hauswirtschaftliche Tätigkeiten wie Spülen, Reinigungsarbeiten, Befüllen der Getränkeautomaten und Kaffeekochen, Belieferung von Schulen der Region. Party- und Catering-Service für Betriebs-, Familien- und Hochzeitsfeiern
- Landwirtschaft

Der Sonnenhof produziert auf 160 Hektar Ackerfläche Getreide, 200 Tonnen Schälkartoffeln, Ackerbohnen, Futter für die Milchviehherde sowie 610.000 Liter Milch für Großküchen, gastronomische Betriebe und Einzelhandelsunternehmen, als Bio-Betrieb nach EG-Öko-Verordnung.
- Metallwerkstatt

Fertigung von Frästeilen, präzises und gratarmes Sägen und Trennen von vergütetem Stahl, NE-Metallen usw., Sägen von schwer zerspanbaren Werkstoffen, Entgratung und Montage
- Montage und Verpackung

Montieren und Verpacken zugelieferter Roh- und Fertigware, Kommissionieren, Sortieren und Abzählen, Stecken und Pressen, Eintüten und Etikettieren, mit Fertigungs- und Funktionskontrolle
- Reinigungsservice

Der Reinigungsservice der NRD führt alle Arbeiten der Gebäudereinigung-, Grundreinigungs- und Unterhaltseinigungen durch, darunter auch Endreinigung nach einer Bau- und Sanierungsphase, Teppich- und Polsterreinigung, Vertretung hauswirtschaftlicher Mitarbeiter/-innen im Wohnbereich, Hygienebegehungen.
- Schreinerei

Massivholzbearbeitung, Kisten/Kästen, Nist- und Brutkästen, Holzdeko, Bienenkästen, Infotafeln, Holzbriketts.
- Tampondruck

Moderne Werbemittelgestaltung mit indirekten Tiefdruckverfahren für Produkte aus Kunststoff, Holz, Keramik oder Metall, vor allem strukturierte Oberflächen, Vertiefungen und komplex geformten Werbemitteln. In den Dieburger Werkstätten werden Motivtassen im  Sublimationsdruck
- Textilverarbeitung

Änderungsschneiderei und Second-Hand-Shop in Nieder-Ramstadt. Verarbeitung von gespendeten Textilien, für die eine anderweitige Nutzung nicht mehr möglich ist, werden zu Einwegputzlappen.
- Ultraschall-Schweißen

Verschweißen thermoplastischer Werkstoffe per Ultraschall mit Verbindung von Kunststoff-Komponenten für Produkte aus Kosmetik-, Labor- und Medizinbereichen

## Tochterunternehmen der Stiftung Nieder-Ramstädter Diakonie
- NRD Altenhilfe GmbH, Mühltal[8]

Eigenständige Tochter der Stiftung Nieder-Ramstädter Diakonie für Hilfe im Alter mit unterschiedlichen ambulanten und stationären Unterstützungsformen, wie ambulanter Pflegedienst, Tagespflege- und Kurzzeitplätze zur Unterstützung von zu Hause lebenden Menschen und ihren Angehörigen sowie einer Einrichtung mit stationären Plätzen im Hausgemeinschaftsmodell.
- NRD Betrieb GmbH, Mühltal[9]

Zur Schaffung von dauerhaften Arbeitsplätzen am allgemeinen Arbeitsmarkt für Menschen mit Behinderung unter dem Gedanken der Integration in der Arbeitswelt wurde 2012 die NRD Betrieb GmbH als hundertprozentige Tochtergesellschaft der Stiftung Nieder-Ramstädter Diakonie gegründet. Aktuelle Unternehmungen sind das Café Arkade, Darmstadt, Rheinstraße, und der Mühltaler Gartenmarkt, Mühltal, Rheinstraße.
- NRD Immobilien GmbH, Mühltal[10]

Eigenständige Tochter der Stiftung Nieder-Ramstädter Diakonie für den An- und Verkauf, Bau, Vermietung und Verwaltung von Immobilien und Grundstücken für die Jugend-, Behinderten- und Altenhilfe
- (bis 31.12. 2021: NRD Orbishöhe GmbH, Zwingenberg (Bergstraße)[11])[12]

Der Verband der evangelischen weiblichen Jugend in Hessen erwarb 1926 das Anwesen der Gärtnerinnen-Lehranstalt in Zwingenberg auf der Orbishöhe und baute die Villa zu einem Erholungsheim und Tagungsstätte um. 1957 begann man mit der Förderung von Spätaussiedlerkindern, bis zu 50 Kinder aus den Ländern Osteuropas lebten im Haus und wurde dort unterrichtet. Später stand die Arbeit mit unbegleiteten minderjährigen Flüchtlingen aus den Krisengebieten der Welt im Mittelpunkt. Seit dem 1. Januar 2006 ist die NRD Orbishöhe als gemeinnützige GmbH mit Sitz in Zwingenberg an der Bergstraße eine Tochtergesellschaft der Nieder-Ramstädter Diakonie und Mitglied in der Diakonie Hessen. In den Landkreisen Bergstraße, Darmstadt-Dieburg, Groß-Gerau und Odenwald bieten rund zweihundert Mitarbeiterinnen und Mitarbeiter pädagogische Hilfen für rund zweihundertfünfzig junge Menschen und ihre Familien an. Das Spektrum reicht von stationären und Familienwohngruppen über Tagesgruppen bis hin zu flexiblen Angeboten aller Art im ambulanten Bereich sowie Hilfen zur schulischen und beruflichen Integration. Seit dem 1. Januar 2014 sind auch drei Kindertagesstätten in Mühltal, Ober-Ramstadt und Dieburg in Trägerschaft der Orbishöhe. Am 1. Januar 2022 wurden die Angebote für Kinder und Jugendliche im Geschäftsbereich Teilhabe (Eingliederungshilfe) der Stiftung NRD mit den Angeboten der bisherigen Tochtergesellschaft NRD Orbishöhe GmbH unter dem Dach der Stiftung NRD zusammengeführt.
- Mission Leben – Lernen GmbH[14]

Mission Leben – Lernen gGmbH ist ein im Jahr 2008 gegründete diakonischer Bildungsträger für soziale Berufe mit Schwerpunkten auf Aus- und Weiterbildung in der Altenpflege und der Heilerziehungspflege, eine Fachschule für Sozialwirtschaft in der Fachrichtung Heilerziehungspflege, mit Sitz in Darmstadt. Gesellschafter sind zu 20 % die Stiftung Nieder-Ramstädter Diakonie (NRD) in Mühltal, der Evangelische Verein für Innere Mission in Nassau (EVIM) in Wiesbaden und die Mission Leben gGmbH in Darmstadt.

## Weitere Projekte der NRD
- Gewerbepark Ruckelshausen – Gewerbegebiet in Nieder-Ramstadt

In Mühltal – Nieder-Ramstadt entsteht seit 2015 auf 13,5 Hektar mit elf Hektar Bauland das neue Gewerbegebiet Auf Ruckelshausen. Die Stiftung Nieder-Ramstädter Diakonie ist Entwicklerin des Gewerbeparks Ruckelshausen und Eigentümerin der Grundstücke.
- Bewegungsbad

Im Nieder-Ramstädter Bewegungsbad werden Babyschwimm-, Frühschwimm- und Kinderschwimmkurse, sowie therapeutisch Aquafitnessprogramme angeboten.